# Neukunstgruppe
El Neukunstgruppe (en alemán "Grupo del nuevo arte") fue un grupo de pintores austríacos liderado por Egon Schiele, quien fundó el movimiento en Viena en 1909, demandando una total independencia de los cánones tradicionales en pintura.
Los Neukünstler ("neoartistas", otro término de Schiele) expusieron por primera vez en la galería de Gustav Pisko en diciembre de 1909, tras haber abandonado la Academia Vienesa de Bellas Artes. Junto con Schiele, el grupo incluía a Hans Böhler, Anton Faistauer, Albert Paris von Gütersloh, Rudolf Kalvach y Franz Wiegele. La influencia de Gustav Klimt, antes mentor de Schiele, fue muy marcada en todos ellos; el empleo de pigmentos metálicos, la estilización de las figuras y la marcada gesticulación caracterizaron su obra durante este período.
Sin embargo, la tendencia decorativa del Jugendstil de Klimt fue el detonante de la ruptura del grupo, provocada por Schiele, quien se había decantado por una línea más afín al expresionismo. En 1911 el lazo entre los miembros se había disuelto; seguirían exponiendo por separado, algunos de ellos con moderado éxito. Schiele alcanzaría su momento más creativo unos años más tarde, exponiendo en el salón de la secesión de Viena poco antes de su fallecimiento en 1918.
- Datos: Q1980819